# Re delle camicette
Re delle camicette (Der Blusenkönig) è un cortometraggio muto del 1917 diretto da Ernst Lubitsch.

## Trama
Sally Katz, a causa del suo comportamento insolente, viene licenziato. Pubblicando un annuncio, trova subito un nuovo lavoro da Lippmann, una ditta di camicette. Qui, la sua arguzia e la faccia tosta lo aiutano a far carriera, tanto che gli verrà offerto un posto da manager.

## Produzione
Il film fu prodotto dalla Projektions-AG »Union« (PAGU) (Berlin). Venne girato nell'aprile e nel maggio del 1917.

## Distribuzione
Il film, un cortometraggio di dodici minuti, venne presentato in prima nell'ottobre 1917 all'Union-Palast di Berlino.
Nel 2010, la pellicola è stata proiettata al Festival di Locarno, nell'ambito di una retrospettiva dedicata a Lubitsch.